# Arți, Alba
Arți este un sat în comuna Șugag din județul Alba, Transilvania, România.